# Колбасино (Алтайский край)
Колбасино — упразднённое село в Бурлинском районе Алтайского края. Входило в состав Асямовского сельсовета. Ликвидировано в 1959 г.

## История
Основано в 1910 году. В 1928 г. деревня Колбасино состояла из 36 хозяйств, в составе Асямовского сельсовета Ново-Алексеевского района Славгородского округа Сибирского края. Сельскохозяйственная артель «Слет колхозников». С 1950 г. отделение укрупненного колхоза «Победа». С 1957 г. отделение совхоза «Бурлинский».

## Население
В 1928 году в деревне проживало 186 человек (86 мужчин и 100 женщин), основное население — украинцы.